# بليندا إيرل
بليندا إيرل (بالإنجليزية: Belinda Earl)‏ هي سيدة أعمال بريطانية، ولدت في 20 ديسمبر 1961 في بليموث في المملكة المتحدة.